# Biserica reformată din Abrud
Biserica reformată calvină din Abrud este o biserică situată în zona centrală a Pieței Eroilor. Biserica este orientată nord-sud iar la est și la vest este delimitată de principalele străzi ale orașului. Edificiul este compus din turn-clopotniță așezat pe fațada nordică, o navă rectangulară ce se continuă cu o absidă poligonală la sud.
Pe laturile de est si de vest biserica are adosate încăperi ce azi sunt ocupate ca spații comerciale surmontate de partea superioară a unor contraforți așezați împrejurul navei și absidei altarului.
Accentul puternic de verticalitate este pus în valoare de înaltul turn-clopotniță, adosat navei, ce se ridică pe patru nivele. Primul nivel este cel ce delimitează încăperea de la baza turnului prin care se face intrarea în biserică. Intrarea se termină în semicerc marcat de un bolțar ce formează cheia de arc. Al doilea nivel despărțit de primul printr-o cornișă se retrage puțin și e marcat în zona centrală de o fereastră înaltă, rectangulară, ușor arcuită în partea superioară. 
Nivelul trei, de dimensiuni mai mici, este marcat central de două deschideri rectangulare , paralele, două fante de ferestră. Acest nivel cuprinde camera clopotelor marcată de o fereastră îngemănată ce se încheie în arc frânt, protejată de obloane. Deasupra acesteia se pastrează urma cadranului unui ceas, cândva funcțional, iar o cornișă face trecerea către acoperiș. Coiful de forma unei piramide este realizat în întregime din tablă.
Planurile bisericii se datorează unuia dintre cei mai activi și reputați maeștrii constructori ai romantismului transilvănean, Anton Kagerbauer. Originar din Abrud, cu strămoșul său, Michael Kagerbauer ce e menționat aici la 1785. Anton s-a înregistrat în matricula Baptizatorum, Corpulatorum, Defunctorum a acestui oraș, în care s-au mutat părinții săi. Lui A. Kagerbauer îi datorăm planurile, construcțiile lucrările de refacere sau de sistematizare urbană din unele localități transilvane: 1829-51, Biserica Reformată din Cluj-Orașul de Jos (Ulița Ungurească/ B-dul. 21 Decembrie); 1837-39, podul peste Someș-Cluj, 1838-40, cazarma Sf. Gheorghe-Cluj/ demantelerea unor turnuri ale orașului Cluj; 1843-1844, clădirea Sfatului orășenesc-Cluj; 1841-45, refaceri ale unor edificii (castelul Jibou), 1846, castelul Banfy-Bonțida; 1850, curia din Coplean; 1871, planul din construcția castelului Bethlen din Ocna Mureș. Șantierul construcției bisericii s-a realizat abia în 1889, constructor fiind Szalay Francisc.
Datorită faptului că în Abrud există un număr nesemnificativ de enoriași ce aparțin acestei confesiuni, biserica nu mai este funcțională și părți din ea au ajuns să fie folosite în scopuri comerciale.